# Eigenwaarde (psychologie)
Eigenwaarde (ook zelfwaarde), zelfrespect of eigendunk is het beeld dat een mens op emotioneel niveau van zichzelf heeft. Deze mening over de eigen persoon kan reëel zijn en overeenkomen met de mening van anderen, maar kan ook te positief of negatief zijn. 
Voor het welzijn van een mens is het belangrijk dat deze positief over zichzelf is, dus een positieve eigenwaarde heeft. De eigenwaarde kan verschillen van het beeld dat anderen van de persoon hebben; iemand kan zelfverzekerd of zelfs opschepperig overkomen, maar daaronder een negatieve eigenwaarde verborgen houden. Rustige of teruggetrokken mensen kunnen toch positief over zichzelf zijn. Eigenwaarde kan worden ontleend aan algemeen gangbare normen. Eigenwaarde kan streekgebonden zijn. Meebewegen met de massa kan onder sociale druk de best geaccepteerde vorm zijn om een gezonde eigenwaarde te behouden, maar voor persoonlijke ontwikkeling kan loslaten van de gangbare mening en normen een stimulans zijn.
Een te hoge eigenwaarde kan ertoe leiden dat iemand in situaties terechtkomt die deze eigenlijk niet aankan. Een te lage eigenwaarde kan het functioneren en de ontplooiing belemmeren. In beide gevallen kan zich een psychische aandoening vormen.
Bij positief onderling contact wordt oxytocine aangemaakt. Dit vergroot het gevoel van eigenwaarde.